# Pješivac
Pješivac je naselje s područja današnje općine Stolac, Federacija BiH, BiH.

## Povijest
Za vrijeme socijalističke BiH ovo je naselje podjeljeno na dva naselja: Pješivac-Greda i Pješivac-Kula.

## Vanjske poveznice
- Fondacija Ruđer Bošković Donja Hercegovina[neaktivna poveznica] Spasimo sjećanje na naše staro selo: Nekoliko rječi o starim Golužama na Pješivcu; piše Luka Goluža Vancouver Canada, 21. ožujka 2007.